# Hunasekatte, Sira
Hunasekatte là một làng thuộc tehsil Sira, huyện Tumkur, bang Karnataka, Ấn Độ.